# フィレパウダー

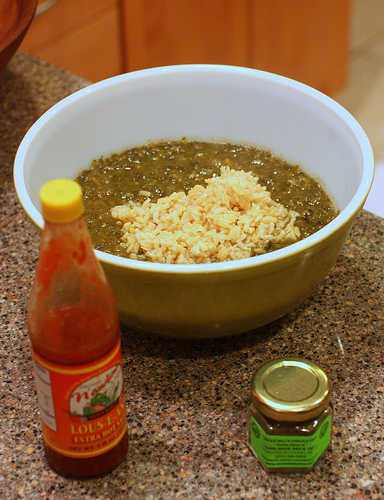
Zherbes, including hot sauce and File

フィレパウダー(File powder)は、サッサフラスの葉を乾燥させて挽いたスパイシーなハーブである。

## 料理への利用
フィレパウダーは、クレオール料理の一種でしばしば飯の上にかけられる濃いスープ、シチューであるガンボを作るために用いられる。ガンボには様々な種類が存在し、ニューオリンズでは、アフリカやネイティブアメリカの起源を持ちながらも家々によって異なる。ケイン川のクレオールは、主にフィレでガンボを作るが、フィレは、濃度を付けるのに通常はオクラやルーを用いる地域でも、オクラの流通しない時期にガンボに濃度を付けるためにも用ることができる。調味料や増粘安定剤として、ガンボの上から少量振りかけることもできる。
フィレパウダーは、サッサフラスの若い葉と茎を収穫し、挽くことで作られる。肉又は魚と野菜の調理が終わってから加え、ソースが熱いうちに取り出す。

## 起源
乾燥して挽いたサッサフラスの葉を調味料として最初に用いたのは、アメリカ南部（フロリダ、ミシシッピ、アラバマ、ルイジアナ）のインディアンであるチョクトー族である。ガンボという名前は、恐らくチョクトーの言葉でfileを意味するkomboに由来する。Celestine Eustis等の20世紀初頭の一部の料理家は、フィレパウダーを含むガンボは原住民にとってハレの日の料理であったとしている。この説は、18世紀末のクレオールの習慣によっても裏付けられる。当時、コメは贅沢品であったため、彼らはガンボをコーングリッツにかけて食べた。トウモロコシとフィレパウダーの利用は、この料理が原住民の食生活に由来するものであることを示唆している。"File"という言葉は、"string"という意味である。

## 健康問題
サッサフラスの根や樹皮とは異なり、フィレパウダーの原料となる葉には検出できるレベルのサフロールは含まれない。1960年にアメリカ食品医薬品局は、サフロールが発がん性物質であることを示唆する動物実験や人間に関する報告を元に、サッサフラス油及びサフロールを大量生産食品や薬品に使用することを禁止した。

## 文化
フィレガンボは、ハンク・ウィリアムズの有名なカントリー・ミュージックの曲であり14週に渡りアメリカ合衆国のカントリーチャートで1位となった『ジャンバラヤ』で歌われている。